# Mateiros
Mateiros este un oraș în Tocantins (TO), Brazilia.